# Іосіфіді Олександра Олександрівна
Іосіфіді Олександра Олександрівна (30 липня 1977, Ленінград) — російська акторка балету, заслужена артистка Росії (2009), дипломант міжнародного конкурсу Vaganova-Prix.

## Біографія
У віці 11 років вступила в Академію російського балету імені А. Я. Ваганової (клас Ніни Сахновської), де навчалась впродовж 8 років. Через надто високий зріст певні проблеми виникли вже на останніх курсах академії, тому і в подальшому виконувала лише сольні партії. Ще до закінчення Академії стала дипломанткою конкурсу «Vaganova-Prix», виконавши чотири варіації в тому числі Оділлії і Діани, розраховані на віртуозну техніку.
1995 року прийнята до балетної трупи Маріїнського театру, у складі якої гастролювала в Німеччині, Великій Британії, Франції, Італії, Іспанії, США, Бразилії, Японії. Брала участь у Міжнародному фестивалі Dance Open, Міжнародному фестивалі балету в місті Чебоксари. 2007 року танцювала в балеті «Весна священна» на сцені Римського оперного театру, а 2009 року на тій же сцені — партію Клеопатри в однойменному балеті Михайла Фокіна (поновлення В'ячеслава Хомякова). Знімалася в балеті «Весна священна» для DVD «Стравінський та Російські балети» (Випуск Маріїнського театру до 100-річчя Російських сезонів).
3 листопада 2009 року указом Президента РФ в Санкт-Петербурзі в Смольному Олександра Іосіфіді серед інших нагороджена званням заслуженої артистки Росії.